# Frederickena
Frederickena là một chi chim trong họ Thamnophilidae.
Đây là một trong những loài chim lớn nhất trong họ bản địa ở rừng nhiệt đới Guianas và Amazon ở Nam Mỹ. Chúng không thường xuyên được nhìn thấy và thường được tìm thấy ở mật độ rất thấp.
Chi này có ba loài.